# Transepitheliale Potentialdifferenz
Unter der bioelektrischen, transepithelialen Potentialdifferenz (PD) versteht man eine messbare, an Epithel- oder Endothelgewebe anliegende elektrische Gleichspannung (Millivoltbereich).
Sie besteht an Grenzschichten des Körpers, an denen Flüssigkeiten zwischen Körperinnerem und -äußerem (z. B. Darm, Speicheldrüsen) oder zwei Endoräumen (z. B. Hämo- und Sensillenlymphraum) ausgetauscht werden und die Oberflächen der Zellen direkten Kontakt mit beiden haben.
Im einfachsten Fall besteht eine solche Grenzschicht aus einem einschichtigen Epithel.
An der Haut, die zum Schutz vor äußeren Einflüssen verhornt ist (s. a. mehrschichtiges Plattenepithel), ist beim Menschen keine Potentialdifferenz messbar; nachweisbar ist sie jedoch an anderen mehrschichtigen Plattenepithelien und der Froschhaut.

## Physiologie / Morphologie
Jede der einzelnen Zellen einer solchen Oberflächenschicht weist zwei grundsätzlich verschiedene Bereiche auf:
1. Ein Teil der Wand einer Zelle (der z. B. zum Körperinneren hin anliegt) ist aufgebaut wie eine typische Zellmembran.
2. Der andere Teil jedoch (der z. B. zum Körperäußeren hin Kontakt hat) unterscheidet sich morphologisch davon. Ihm fehlt die Natrium-Kalium-Pumpe und er ist im Vergleich zum oben genannten Bereich für Ionen (insbesondere Na+, K+ und Cl−) umgekehrt permeabel.

Daher ist die Ursache für Veränderungen des Membranpotentials in beiden Bereichen unterschiedlich.
Es gibt grundsätzlich zwei Arten, solcher Oberflächenschichten:
1. Die „leicht durchlässige“ (leaky); dabei können Ionen und Wassermoleküle leicht durch die Zellzwischenräume hindurchdringen.
2. Die „undurchlässige“ (tight); dabei können Ionen und Wassermoleküle kaum durch die Zellzwischenräume hindurchdringen, der Austausch erfolgt direkt durch die Zellen hindurch.

Verantwortlich für diese Unterschiede sind Beschaffenheit, Anzahl und Anordnung der Tight junctions. Die Zellen einer Schicht kommunizieren direkt über die Gap junctions miteinander.

## Anwendung
Die Potentialdifferenz ist altersabhängig. Veränderungen sind diagnostisch nutzbar. Sie reflektieren den Funktionszustand der Tight Junctions und erlauben die Beurteilung der Wirkung von Arzneistoffen (zum Beispiel nichtsteroidaler Antiphlogistika).
An der Niere ist es die transepitheliale Potentialdifferenz, die eine parazelluläre Chloridresorption ermöglicht.
Am Respirationstrakt erlaubt es die Frühdiagnose einer Mukoviszidose.